# 영국 철도 800
영국 철도 800(영어: British Rail Class 800)은 영국의 고속철도 차량으로 2015년부터 도입을 시작했다. 2017년에 시범 운행 후 오는 2018년부터 운행에 들어가기 시작했다. 기존에 운행했던 인터시티 125, 인터시티 225 차량을 대체할 예정이다.